# Пајн Лон (Мисури)
Пајн Лон (енгл. Pine Lawn) град је у америчкој савезној држави Мисури.

## Демографија
По попису из 2010. године број становника је 3.275, што је 929 (-22,1%) становника мање него 2000. године.
| Група             | 2000.         | 2010.         |
| Белци             | 99 (2,4%)     | 41 (1,3%)     |
| Афроамериканци    | 4.034 (96,0%) | 3.157 (96,4%) |
| Азијати           | 3 (0,1%)      | 3 (0,1%)      |
| Хиспаноамериканци | 16 (0,4%)     | 40 (1,2%)     |
| Укупно            | 4.204         | 3.275         |